# Poliușkîne, Novhorod-Siverskîi
Poliușkîne (în ucraineană Полюшкине) este un sat în comuna Ceaikîne din raionul Novhorod-Siverskîi, regiunea Cernihiv, Ucraina.

## Demografie
Componența lingvistică a localității Poliușkîne
     Rusă (91,72%)
     Ucraineană (8,28%)
Conform recensământului din 2001, majoritatea populației localității Poliușkîne era vorbitoare de rusă (91,72%), existând în minoritate și vorbitori de ucraineană (8,28%).